# Черни-Врых (Монтанская область)
Черни-Врых (болг. Черни връх) — село в Болгарии. Находится в Монтанской области, входит в общину Вылчедрым. Население составляет 514 человек.

## Политическая ситуация
В местном кметстве Черни-Врых, в состав которого входит Черни-Врых, должность кмета (старосты) исполняет Румен Величков Миланов (Политическое движение социал-демократов (ПДСД)) по результатам выборов правления кметства.
Кмет (мэр) общины Вылчедрым — Иван Христов Барзин (Земледельческий союз Александра Стамболийского (ЗСАС)) по результатам выборов в правление общины.